# SEAL Delivery Vehicle

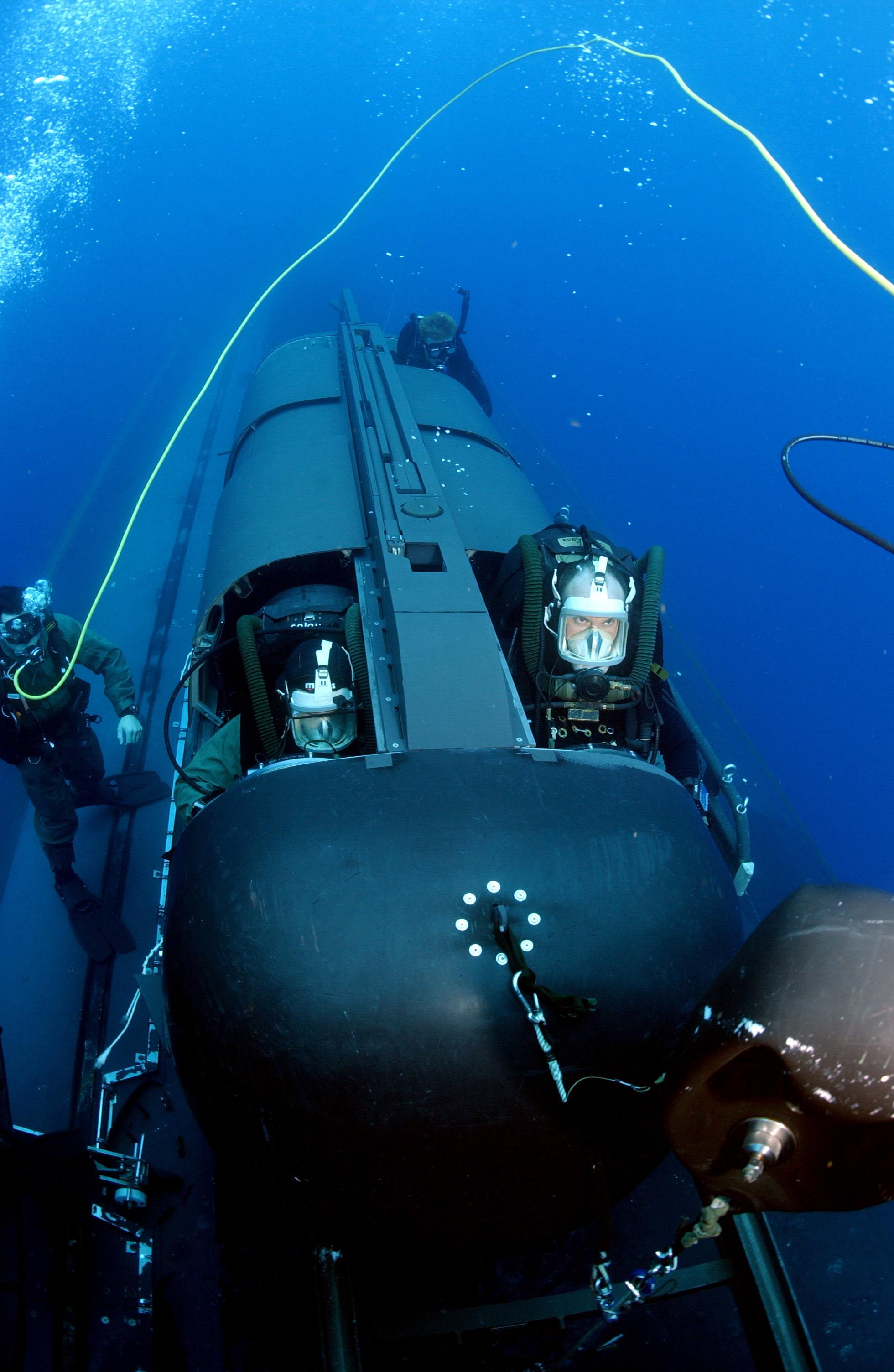
Navy Seals machen SDV klar

Das SEAL Delivery Vehicle (SDV), auch Swimmer Delivery Vehicle, Seal Delivery System oder Swimmer Delivery System genannt, ist ein Tauchscooter der United States Navy SEALs, einer Spezialeinheit der US Navy. Es verfügt über einen sehr leisen Elektroantrieb.

## Vorläufer/Entwicklung

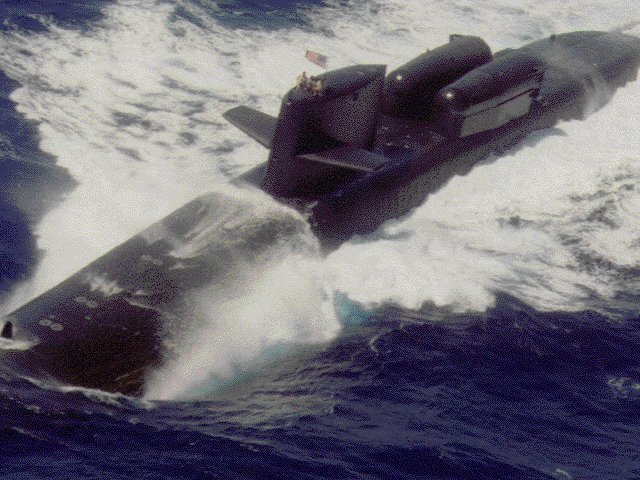
Zwei DDS auf der Kamehameha

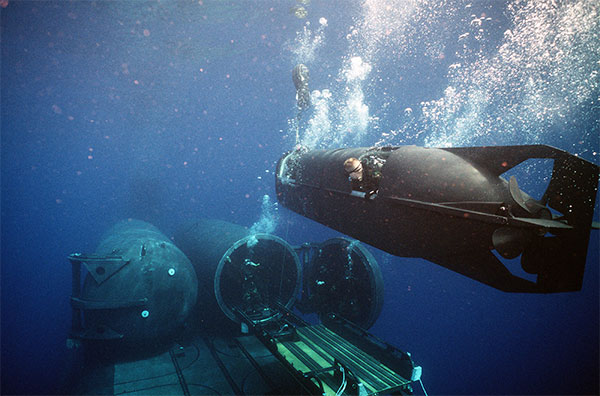
Ein SDV manövriert in ein DDS der Kamehameha

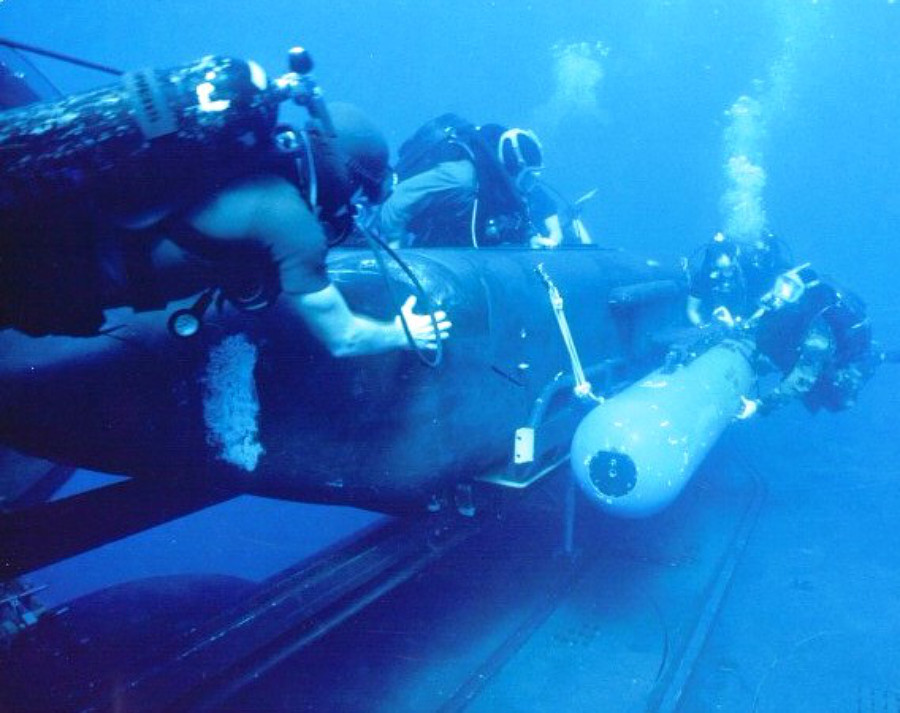
Ein Torpedo wird an einem Mark 9 SDV montiert

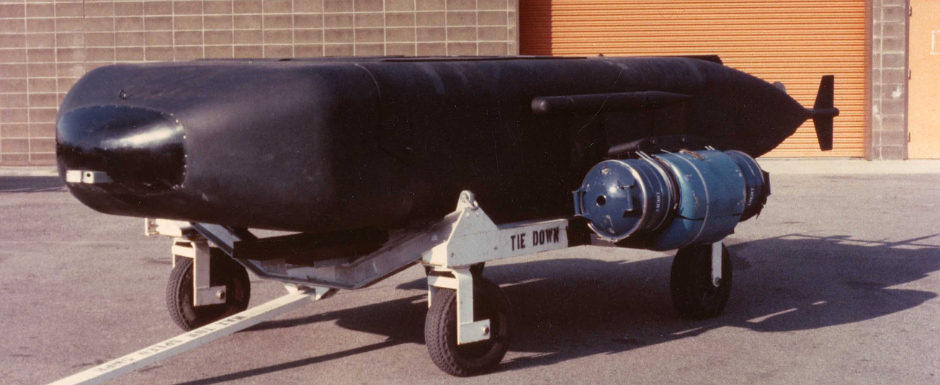
Mark 9 SDV mit Seemine

Vor der Entwicklung des SDV/ASDS wurden United States Navy SEALs wie Waffentaucher derzeit noch in den meisten anderen Ländern bei verdeckten Einsätzen durch U-Boote zum Einsatzort verbracht, wenn eine Verbringung auf dem Luftwege nicht möglich war. Die dabei deutlich größere Reststrecke wird schwimmend oder unter Wasser tauchend zurückgelegt. Der Ein- und Ausstieg erfolgte anfangs durch die Torpedorohre, bis zu Beginn der 1980er Jahre zu diesem Zweck bei größeren Booten Druckschleusen in die Boote eingebaut wurden, die die gleichzeitige Ausschleusung größerer Taucherrotten ermöglichten. Die Konzeption mit zwei DDS, die jeweils eine Taucherrotte von 20 Mann oder ein SDV, ersatzweise vier Schlauchboote, aufnehmen können, war 1990 eine logische Weiterentwicklung.
Kleinst-U-Boote nach dem Modell der SDV/ASDS wurden bereits im Zweiten Weltkrieg eingesetzt und zwischenzeitlich von den meisten Marinen entwickelt und eingesetzt.

## SDV
Es verfügt über keine Druckkammer, so dass mit ihm nur maximal vier Taucher über eine Entfernung von fünf bis zehn Kilometer transportiert werden können. Entsprechend besteht der Zweck des Gerätes darin, ein kleines Team unbemerkt an Land bringen zu können.
Aufgrund dieser geringen Reichweite werden SDV mit U-Booten in die Nähe des Einsatzortes verbracht. U-Boote der Los-Angeles-Klasse und der Ohio-Klasse werden häufiger mit SDV ausgerüstet. Dazu können hinter dem Turm sogenannte Dry Deck Shelter montiert werden, die eine Trockenschleuse zum Boot, einen SDV-Hangar und eine Druckkammer enthalten.
Die Seal-Teams an Bord können sich in dieser Schleuse im Trockenen einsatzklar machen, während das U-Boot sich dem Zielgebiet nähert und müssen erst unmittelbar vor dem Fluten auf ihre Rebreather zurückgreifen.

## ASDS / JMMS

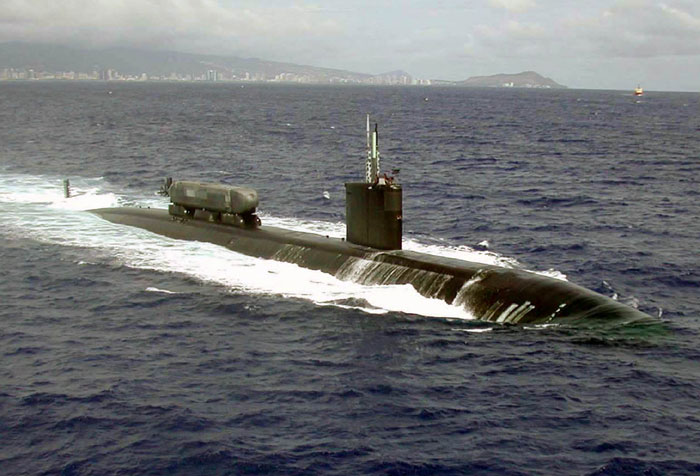
Die Greeneville mit Advanced SEAL Delivery System

Das Advanced SEAL Delivery System (ASDS) war etwa 20 Meter lang und hatte eine Verdrängung von etwa 70 Tonnen. Es wurde von einer zweiköpfigen Crew bedient. Ein Lithium-Ionen-Akkumulator versorgte das Boot mit ausreichend Energie für einen Einsatzradius von rund 200 km bei einer Geschwindigkeit von fast 7,5 Knoten (14 km/h) und einer Tauchtiefe von 200 Fuß (61 m).
In der trockenen Druckkammer konnten dabei bis zu 14 Soldaten mit leichtem Gepäck oder acht Soldaten mit Standardausrüstung, Tauchausrüstung und Waffen transportiert werden. Das ASDS verfügte über eine Schleuse (sog. Lock-In-Out-Kammer, kurz LIO), die es ermöglichte, SEALs unter Wasser abzusetzen und wieder aufzunehmen, ohne das gesamte U-Boot fluten zu müssen. Darüber hinaus war das ASDS mit einem passiven und aktiven Sonar sowie Navigations- und Kommunikationsequipment ausgerüstet.
Die ersten Studien für das ASDS wurden 1983 in Auftrag gegeben, in den späten 1980er Jahren wurden verschiedene Entwürfe ausgearbeitet. Das Ziel war es, ein tauchfähiges Transportmittel zu entwickeln, das unbemerkt maritime Spezialkräfte über lange Strecken transportieren kann. Die trockene Tauchzelle sollte anders als beim Seal Delivery Vehicle (SDV) den unnötig langen Aufenthalt im kalten Meerwasser vermeiden.
Mit dem Bau des ersten ASDS wurde 1996 begonnen, es wurde im Jahr 2000 ausgeliefert. Es kostete rund 300 Millionen Dollar, damit überstieg es die anfänglichen Kalkulationen um 140 Millionen Dollar. Für die bestellten fünf geplanten U-Boote wurde mit Baukosten von rund 125 Millionen Dollar das Stück gerechnet. Jedoch wurde die Produktion des zweiten ASDS im Dezember 2005 auf Eis gelegt und im April 2006 wurde letztendlich die gesamte Bestellung zurückgezogen und das Programm zur Anschaffung von ASDS eingestellt.
Das einzige fertiggestellte ASDS wurde ab 2003 in mehreren Übungen verwendet. Es brannte am 9. November 2008 jedoch völlig aus, nachdem beim Aufladen der Akkumulatoren ein Feuer an Bord ausgebrochen war. Aufgrund der voraussichtlichen Reparaturkosten von 237 Millionen Dollar wurde das ASDS abgeschrieben.
Das Nachfolgeprojekt trägt die Bezeichnung Joint Multi-Mission Submersible (JMMS). Es wird als mobile bemannte, trockene Unterwasserplattform entwickelt, um eine Operationsbasis für kleine Spezialeinheiten bereitzustellen, die in feindlich kontrollierten und technisch überwachten Bereichen eingesetzt werden sollen. Dazu werden in diesem neue Projekt die Fähigkeiten in Bezug auf die elektronische Kriegsführung deutlich über den Möglichkeiten des ASDS liegen. Für die Studien zur Entwicklung des JMMS wurden im Militärbudget von 2010 43,4 Millionen Dollar beantragt. Für die Entwicklung von 3 Einheiten wurde für 2010 ein Budget in Höhe von 28,109 Millionen Dollar und für 2011 ein Budget in Höhe von 14,924 Millionen Dollar bewilligt. Die offizielle Indienststellung ist für 2016 geplant.